# Phosichthyidae
Famille
Les Phosichthyidae sont une famille de poissons téléostéens de l'ordre des Stomiiformes.

## Systématique
La famille des Phosichthyidae a été créée en 1974 par l'ichtyologiste américain Stanley Howard Weitzman (d) (1927-2017).

## Liste des genres
Selon FishBase & ITIS :
- genre Ichthyococcus Bonaparte, 1840
- genre Phosichthys Hutton, 1872
- genre Pollichthys Grey, 1959
- genre Polymetme McCulloch, 1926
- genre Vinciguerria Jordan & Evermann in Goode & Bean, 1896
- genre Woodsia Grey, 1959
- genre Yarrella Goode & Bean, 1896